# Sermest Bulut
Sermest Bulut (ur. 1 stycznia 1977) – turecki zapaśnik walczący w stylu wolnym. Uniwersytecki wicemistrz świata w 1998. Piąty w Pucharze Świata w 2006. Mistrz świata i Europy juniorów w 1997 roku.